# Lutetia non urbs, sed orbis
 Lutetia non urbs, sed orbis  лат. (изговор: лутециа нон урбс, сед орбис).  Париз није град, него свијет. (Карло V)

## Поријекло изреке
Када је један од највећих владара Европе  видио Париз надахнуто је узвикнуо: „Париз није град, него свијет!“

## Тумачење
Париз је јединствен. Он је више него град. Париз је свијет!